# Normansnarv
Normansnarv (Sagina × normaniana) är en nejlikväxtart som beskrevs av Gustaf Lagerheim. Normansnarv ingår i släktet smalnarvar, och familjen nejlikväxter. Artens livsmiljö är jordbrukslandskap, fjäll, skogslandskap, stadsmiljö.